# L'Utile

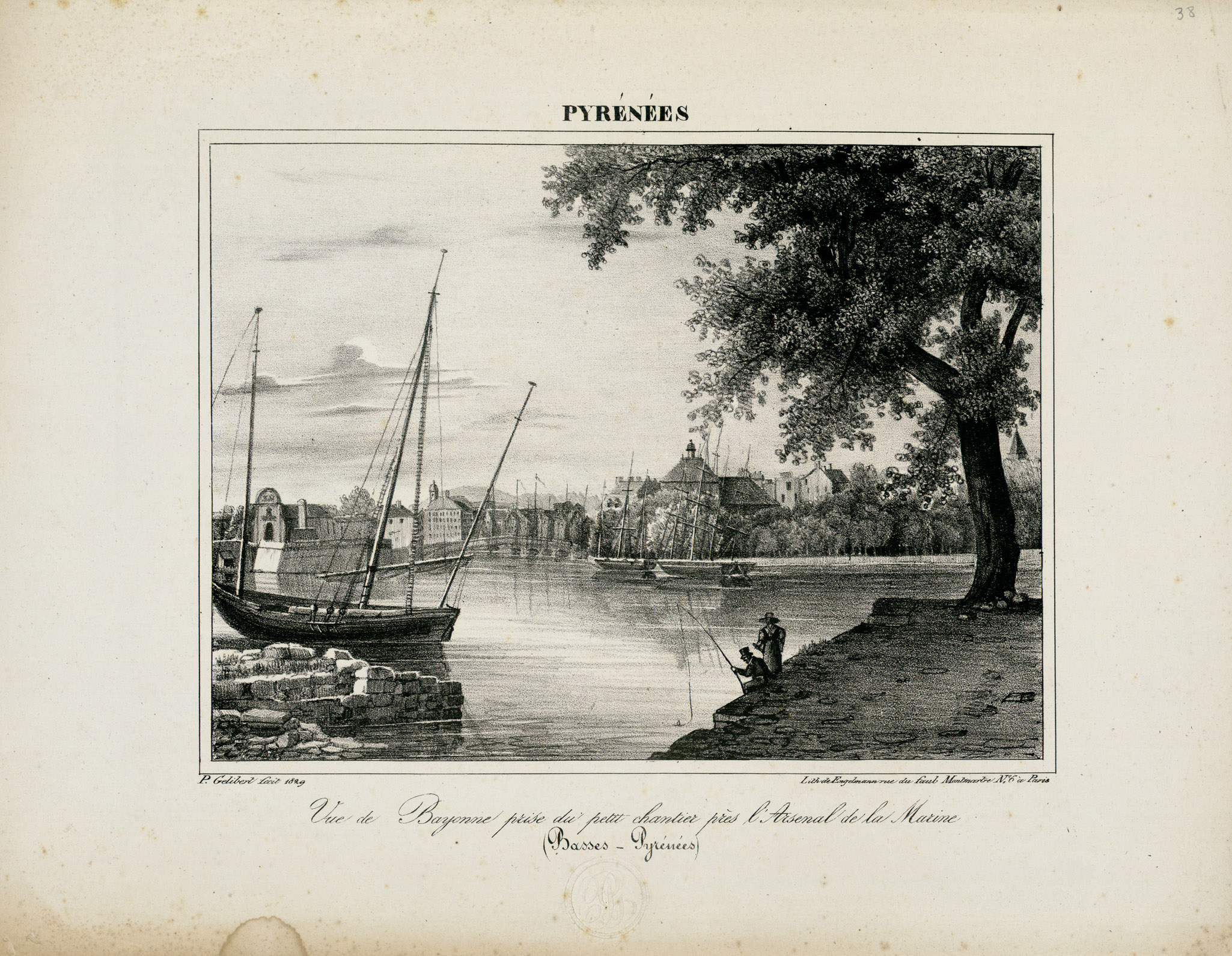
Вид на Байонну, зроблений з невеликого будівельного майданчика біля Арсеналу де ла Марін у 1829 році

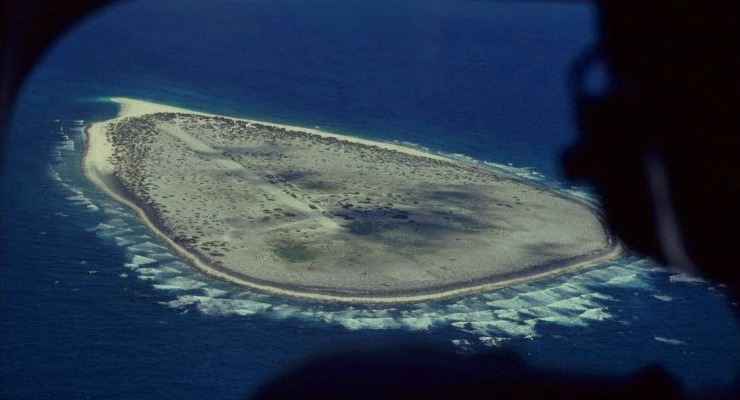
Острів Тромлен з пташиного польоту.

L'Utile — це комерційне судно, яке випадково стало рабовласницьким судном Французької Ост-Індської компанії, яке зазнало корабельної аварії в ніч з 31 липня на 1 серпня 1761 року на острові Сейблс (Тромлен) в Індійському океані, перевозячи полонених з Мадагаскару на Іль-де-Франс, насправді на острів Родрігес, щоб продати їх у рабство.
Ті, хто вижив після перших малагасійських корабельних аварій, залишалися там протягом п'ятнадцяти років, перш ніж у 1776 році їх врятував Жак-Марі Ланугі де Тромелен, який дав своє ім'я острову.
У 1784 році філософ Ніколя де Кондорсе під псевдонімом «Пастор Шварц» засудив жорстокість білих і рабство у своїх Роздумах про рабство негрів, заснованих на історії пасажирів Utile.

## Історія
Utile вийшов із порту Байонна зі 142 членами екіпажу 17 листопада 1760 року, пройшовши річку Адур під час припливу, щоб наприкінці цієї короткої річкової подорожі дістатися до невеликої іспанської гавані Пасахес (Пасайя або Пасажі). де було завершено його озброєння.
Спершу Корабель прямує від мису Фіністер до острова Мадейра, а потім до Канарських островів. На початку січня 1761 року на півдорозі між Африкою та Південною Америкою було перетнуто екватор. Потім корабель огинає Африку зі сходу і плавання до мису Доброї Надії (сучасна ПАР) триватиме близько сорока днів. Потім L'Utile проходить уздовж узбережжя Південної Африки до Дурбану. Там курс тримається на широті 35° пд. Море бурхливе, і місцевість викликає страх через сильні вітри. З півдня від Маскаренського архіпелагу Utile нарешті починає свій підйом на північ і острів Маврикій. Нарешті, після 147 днів у морі, або трохи менше п'яти місяців, Utile став на якір у Порт-Луї на острові Іль-де-Франс 12 квітня 1761 року.
Ця зупинка дозволила придбати їжу і волів.
Губернатор острова вирішив потім відправити Utile на східне узбережжя Мадагаскару та нелегально висадитися там 22 липня 1761 р. Тут куплені сто шістдесят малагасійських чоловіків, жінок і дітей у Фоулпойнт, на прохання колоністів за суму 25 000 фунтів (або приблизно 30 піастрів на особу).
Мета полягала в тому, щоб забрати цю «чорну деревину» в рабство на острів Родрігес і перепродати її за ціною 70 піастрів на людину, щоб отримати з неї прибуток і використовувати її як робочу силу на плантації, незважаючи на політичну заборону работоргівлі, постановлену в той час губернатором, через побоювання блокади острова англійцями . Таким чином, за наказом капітана Лафарга, це був обхід приблизно на 560 кілометрів, щоб продовжити продаж полонених як рабів під час зупинки.
22 липня 1761 року корабель, навантажений продовольством і людським товаром, покинув Мадагаскар.
Зміна маршруту на північ від Іль-де-Франс, незважаючи на поради радників Лафарга, його вибір застарілої карти для району, який вважався небезпечним, і кілька помилок навігації вночі та навіть напередодні призвели до того, що фрегат зазнав аварії. Знерухомлений серед хвиль, що розбиваються, його стерно відірвало, корпус розпався, палуби обвалилися, фрегат розпався біля острова Тромлен.
З екіпажу та пасажирів 18 потонули і 123 вижили. Що стосується полонених, то близько 72 загинуло і 80 вдалося врятувати — низьку кількість виживших серед рабів можна пояснити тим, що їх утримували вночі в трюмах із шипованими дверима, побоюючись повстання.
Капітана Жана де Лафарга, який втратив розум після втрати свого корабля, замінює його заступник, перший лейтенант фрегата Бартелемі Кастеллан дю Верне. На острові розміром менше квадратного кілометра він побудував два основні табори, один для екіпажу, інший для рабів, кузню і, використовуючи матеріали, вилучені з уламків, змусив почати будувати човен. Ті, що вижили, також викопують колодязь глибиною п'ять метрів, що забезпечує воду, ледь придатну для пиття, і харчується знайденою їжею, знайденими яйцями, мушлями, черепахами та морськими птахами, яких їм вдається зловити.
Через три дні після корабельної аварії близько тридцяти малагасійців померли від позбавлення, чого не було серед французів.
Через два місяці човен було побудовано і 122 члени французького екіпажу, що залишилися, а також їх переносна каплиця зайняли своє місце в саморобному човні (32,5 фути завдовжки на 12 ширини або 10,50 м x 3,90 м). і назвав La Providence4, щоб досягти Мадагаскару, що знаходиться на відстані понад 500 км, таким чином залишивши темношкірих полонених на острові, з деякою їжею та обіцянкою повернутися. Вісім малагасійців уже загинули після корабельної аварії, тому близько шістдесяти з них, які, тим не менш, брали активну участь у створенні La Providence, залишаються на цьому ворожому плоскому острові, особливо позбавленому дерев і рослинності, який невблаганно змітають тропічні шторми та циклони. , і затоплюється під час кожного припливу11.5.
Моряки Utile досягли Мадагаскару трохи більше ніж за чотири дні. Лідер крила Фроже де л'Егіль збирає свідчення капітана Лафарга, який докладно розповідає про пригоду, але мінімізує кількість рабів, покинутих на острові, до 60.
Ті, хто вижив, були перевезені 26 жовтня на борту «Силуету» на острів Бурбон (сьогодні Реюньйон), під час переправи, під час якого капітан Лафарг помер 12 листопада від хвороби, а одинадцять чоловіків від «мадагаскарської лихоманки», а потім прибули до Порт-Луї-д'Іль-де-Франс. (сьогодні Маврикій), 25 листопада 1761 р.